# Bene Israël
De Bene Israël (Marathi: बेने इस्राएल; Hebreeuws: בני ישראל; vertaald als 'Kinderen van Israël') zijn een gemeenschap van Joden in India. Ze worden net als de Beta Israël gezien als afstammelingen van een van de (omstreden) verloren stammen van Israël. Ze zijn echter nooit officieel als zodanig erkend door de Joodse autoriteiten.
Nadat de leden van de gemeenschap in de 19e eeuw waren onderwezen over het jodendom, verhuisden ze van dorpen in het Konkan-gebied naar de nabijgelegen steden, zoals Bombay, Ahmedabad, Poona en Karachi, dat in het huidige Pakistan ligt. Vervolgens kregen velen van hen prominente posities binnen de Britse koloniale regering en het Indiase leger.
Nadat India in 1947 onafhankelijk werd en Israël in 1948 werd gesticht, emigreerden de meeste leden van Bene Israël naar Israël, Canada en de Verenigde Staten.
De gemeenschap spreekt een eigen dialect, het Judeo-Marathi.

## Geschiedenis
Volgens de legende kwamen de Bene Israël ergens in de 1e of 2e eeuw aan in India, toen hun voorouders tijdens een handelsreis schipbreuk leden in West-India. Na deze migratie assimileerden ze met de lokale bevolking, met behoud van enkele Joodse gebruiken. De middeleeuwse Joodse filosoof Maimonides vermeldde in een brief dat er een Joodse gemeenschap in India woonde. Mogelijk doelde hij hiermee op de Bene Israel.
Er bestaan verschillende theorieën over het leven en de 'ontdekking' van de gemeenschap. Een zekere Indiase Jood uit Kochi, genaamd David Rahabi, zou de Bene Israël over het jodendom hebben geleerd en enkele jongemannen hebben opgeleid tot religieuze leermeesters. Deze mannen bekleedden vervolgens een positie die erfelijk zou worden, vergelijkbaar met de Cohaniem.
Naar schatting leefden er in 1830 circa 6.000 Joden in India en 10.000 aan het begin van de 20e eeuw. Gezien de relatief bevoorrechte positie die ze hadden ingenomen onder de Britse koloniale overheersing, bereidden velen zich voor om India in 1947 bij de onafhankelijkheid te verlaten. Ze geloofden dat het nationalisme hun kansen zou verminderen. In 1948, op het moment dat Israël werd gesticht, telde de gemeenschap 20.000 leden. In de decennia erna emigreerde het grootste deel, waardoor de Joodse bevolking van Bombay in 2020 nog maar 3.500 leden telde.
De regio waar de Bene Israël hebben gewoond, herbergt verschillende synagogen, waaronder de Magen Abrahamsynagoge in Ahmedabad.

## Galerij

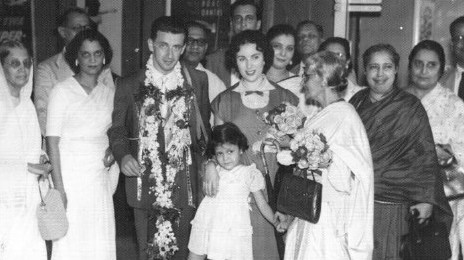
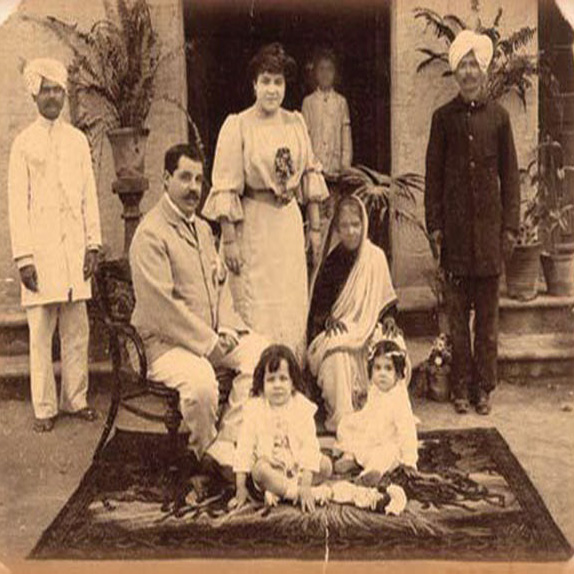
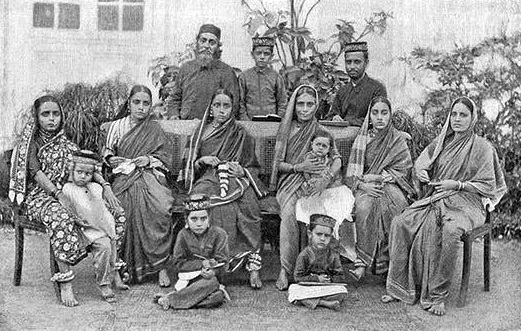
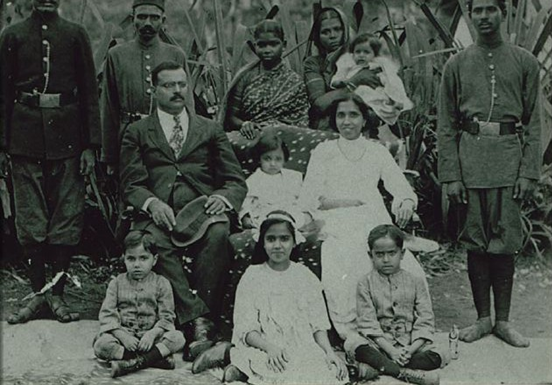
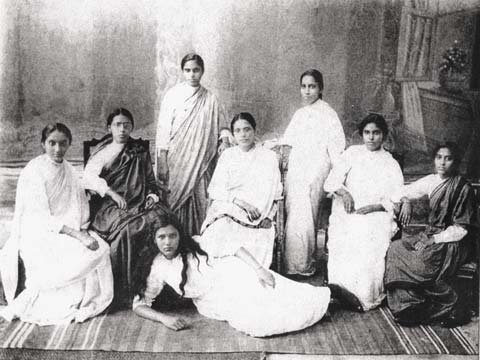